# Frantz Casseus
Frantz Casseus, (Port-au-Prince, Haití, 1915; Manhattan, 1993 ) fue un guitarrista , arreglista y compositor haitiano. Su composiciones eran el resultado de combinar los ritmos y melodías de la música popular de Haití con los recursos de la guitarra clásica. Está considerado como uno de los padres de la guitarra clásica en ese país.

## Biografía
Frantz Casseus nació en Port-au-Prince in 1915 y a los 12 años construyó su primer instrumento. Estudió con el musicólogo Werner Jaegerhuber en la década del 1930.
En 1946 se trasladó a Nueva York. En 1953 grabó para Folkways Records el disco “Haitian Folk Songs “, junto a la cantante Lolita Cuevas.
Una de sus obras más representativas es “Haitian Suite” y su canción "Merci Bon Dieu," fue grabada por Harry Belafonte.
Murió en 1993 a consecuencia de un fallo cardíaco.

## Discografía
- Haitian Dances Frantz Casseus FW06822 1954 Folkways Records.